# Patrick van Kalken
Patrick van Kalken (* 29. September 1975 in Rotterdam) ist ein ehemaliger niederländischer Judoka. Er war Weltmeisterschaftsdritter 1999 und Europameister 2000.

## Karriere
Der 1,68 m große Patrick van Kalken war 1993 und 1994 niederländischer Meister in der Gewichtsklasse bis 60 Kilogramm. Ab 1995 kämpfte er im Halbleichtgewicht, der Gewichtsklasse bis 65 Kilogramm, ab 1998 bis 66 Kilogramm. In dieser Gewichtsklasse war er 1995, 1997 und 1998 niederländischer Meister.
In den Jahren 1995 bis 1997 war van Kalken bei den Europameisterschaften jeweils in seinem ersten Kampf ausgeschieden. Bei den Weltmeisterschaften 1997 gewann er seine ersten drei Kämpfe und scheiterte dann im Achtelfinale am Moldauer Victor Bivol.
1998 bei den Europameisterschaften in Oviedo unterlag er im Achtelfinale dem Georgier Georgi Rewasischwili. Mit drei Siegen in der Hoffnungsrunde erreichte van Kalken den Kampf um eine Bronzemedaille, den er gegen den Briten David Somerville gewann. Im Mai 1999 schied van Kalken bei den Europameisterschaften in Bratislava im Achtelfinale gegen Somerville aus. Viereinhalb Monate später unterlag van Kalken im Viertelfinale der Weltmeisterschaften in Birmingham dem Türken Hüseyin Özkan. Mit zwei Siegen in der Hoffnungsrunde erreichte er den Kampf um Bronze, den er gegen Ludwig Ortíz aus Venezuela gewann.
Im Mai 2000 fanden in Breslau die Europameisterschaften 2000 statt. Patrick van Kalen bezwang im Halbfinale den Moldauer Victor Bivol und im Finale den Ungarn József Csák. Vier Monate später bei den Olympischen Spielen in Sydney bezwang van Kalken den Mongolen Pürewdordschiin Njamlchagwa und den Japaner Yukimasa Nakamura jeweils in Kämpfen über fünf Minuten. Im Viertelfinale bezwang er den Kasachen Iwan Baglajew nach 46 Sekunden. Im Halbfinale unterlag er in einem Kampf über die volle Kampfdauer dem Türken Hüseyin Özkan. Im Kampf um eine Bronzemedaille siegte der Georgier Giorgi Wasagaschwili nach 4:10 Minuten über den Niederländer.
Nach seiner aktiven Laufbahn gründete Patrick van Kalken die Firma Essimo, die Kampfanzüge und Zubehör für Judo und andere Kampfsportarten herstellt.